# Gemeni (zodie)

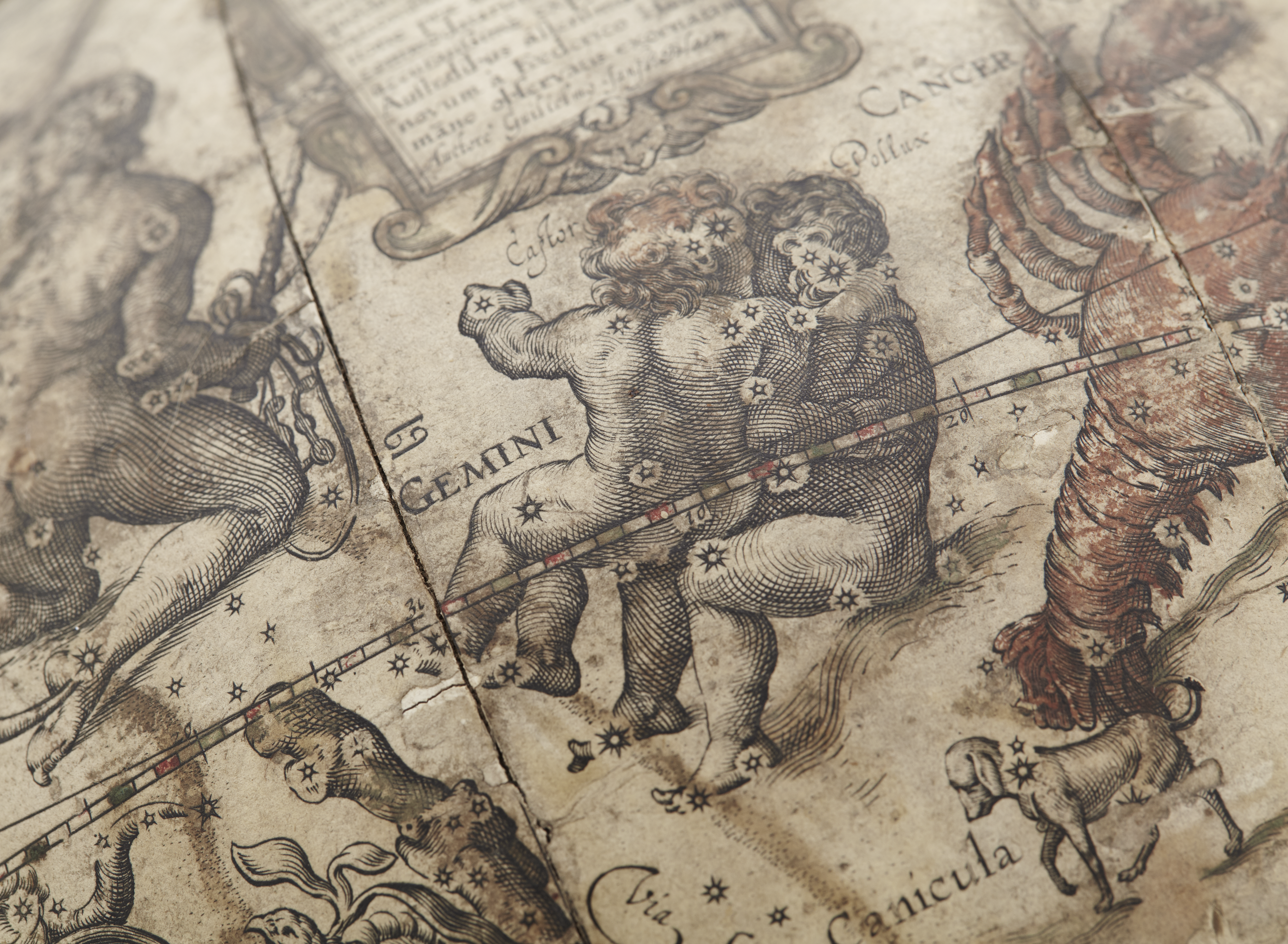
Gemenii de Willem Blaeu, 1602

Gemeni (♊) este al treilea semn astrologic din zodiacul european, aflat în perioada 21 mai–21 iunie, și este asociat cu constelația Gemeni și cu Dioscurii. Semnul zodiacal este guvernat de planeta Mercur, al cărei simbol este Hermes/Mercur.